# Montecorvino
Montecorvino (łac. Dioecesis Montis Corbini) – stolica historycznej diecezji w Italii erygowanej w roku 1059, a włączonej w roku 1818 w skład diecezji Lucera.
Współczesne miasto Motta Montecorvino w prowincji Foggia we Włoszech. Obecnie katolickie biskupstwo tytularne ustanowione w 1968 przez papieża Pawła VI.

## Biskupi tytularni
| Lp. | Biskup                           | Funkcja                                             | Od               | Do                |
| --- | -------------------------------- | --------------------------------------------------- | ---------------- | ----------------- |
| 1   | Francisco Ricardo Oves Fernández | biskup pomocniczy Cienfuegos (Kuba)                 | 25 kwietnia 1969 | 26 stycznia 1970  |
| 2   | Antonio Ravagli                  | biskup pomocniczy Florencji (Włochy)                | 30 kwietnia 1970 | 14 grudnia 1981   |
| 3   | Edward Samsel                    | biskup pomocniczy łomżyński biskup pomocniczy ełcki | 17 maja 1982     | 16 listopada 2000 |
| 4   | Adolfo Yllana                    | nuncjusz apostolski                                 | 13 grudnia 2001  |                   |